# Хантингтон (Вирџинија)
Хантингтон (енгл. Huntington) насељено је место без административног статуса у америчкој савезној држави Вирџинија.

## Демографија
По попису из 2010. године број становника је 11.267, што је 2.942 (35,3%) становника више него 2000. године.
| Група             | 2000.         | 2010.         |
| Белци             | 4.944 (59,4%) | 5.896 (52,3%) |
| Афроамериканци    | 1.394 (16,7%) | 1.521 (13,5%) |
| Азијати           | 584 (7,0%)    | 1.066 (9,5%)  |
| Хиспаноамериканци | 1.166 (14,0%) | 2.445 (21,7%) |
| Укупно            | 8.325         | 11.267        |